# Župna crkva sv. Nikole Biskupa u Zagrebu
Župna crkva sv. Nikole Biskupa katolička je crkva građena od 1998. do 2000. godine. Nalazi se u naselju Stenjevec u Zagrebu. U svibnju 2007. posvetio ju je kardinal Josip Bozanić.

## Povijest i arhitektura
Župna crkva sv. Nikole Biskupa rađena je po projektu iz 1998. koji je bio djelo arhitekata Florijana Škunca i Antona Bibe. Prostor je građen na poligonalnoj tlocrtnoj shemi. Sklop crkve i pastoralnog centra duboko je uvučen u gradski predio te nije element širih gradskih vizura. Pred crkvom je oblikovan trg jakog privatnoga karaktera koji je od okolnoga urbanog tkiva odvojen ogradom. U liturgijski prostor se s trga pristupa stubištem. U pozadini crkve je smješten pastoralni centar. 
U unutrašnjosti crkve, svetište se nalazi na suprotnoj strani od ulaza. Oko svetišta su radijalno smještene klupe, a svetište je izdignuto u odnosu na prostor vjernika. U sredini svetišta je oltar  koji je, kao i ambon i krstionica, izrađen od bijelog bračkog kamena te su u njemu pohranjene moći bl. Alojzija Stepinca.  Nad ulazom u crkvu nalazi se kor.
Crkvu krase vitraji koji su djelo Zdravka Tišljara; blagoslovio ih je biskup Jezerinac 2005. godine.
- Crkva i zvonik
- Pogled na svetište
- Križ iznad olatara
- Vitraj, djelo Zdravka Tišnjara